# Sergei Afanassjewitsch Makarow

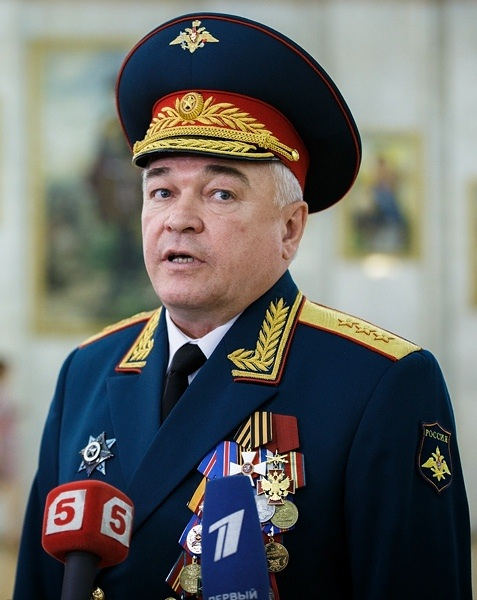
Sergei Makarow (2015)

Sergei Afanassjewitsch Makarow (russisch Сергей Афанасьевич Макаров; * 19. September 1952 in Nikolajewka, Jüdische Autonome Oblast, Sowjetunion) ist ein russischer Offizier.
Im Jahr 1987 absolvierte Makarow die Malinowski-Militärakademie der Panzertruppen. Im Jahr 2003 wurde er Generaloberst. Von 2005 bis 2008 war er Stabschef des Militärbezirks Wolga-Ural, 2008 zunächst Stabschef und dann bis zu seiner Pensionierung 2010 Kommandierender des Militärbezirks Nordkaukasus.
2008 wurde Makarow mit dem Orden des Heiligen Georg ausgezeichnet, als erster Träger der 4. Stufe des Ordens im modernen Russland.